# Tornei di tennis maschili nel 1965
Prima della nascita della cosiddetta "Era Open" del tennis, ossia l'apertura ai tennisti professionisti dei tornei che prima di quell'anno erano riservati ai tennisti dilettanti. Nel 1965 i tornei si distinguevano in pro e amatoriali: ai primi potevano partecipare solo i giocatori professionisti, mentre ai secondi potevano partecipare solo i tennisti dilettanti. Tutti i tornei più importanti erano amatoriali tra questi c'erano i tornei del Grande Slam: gli Australian Championships, gli Internazionali di Francia, il Torneo di Wimbledon e gli U.S. National Championships.

## Calendario

### Legenda
| Tornei amatoriali       |
| Tornei professionistici |

### Gennaio
| Settimana  | Torneo                                                                             | Vincitore                                         | Finalista                  | Semifinalisti            | Eliminati ai quarti                           |
| ---------- | ---------------------------------------------------------------------------------- | ------------------------------------------------- | -------------------------- | ------------------------ | --------------------------------------------- |
| 1º gennaio | South Australian Championships 1965 Adelaide, Australia Singolare - Doppio         | John Newcombe 6-4 9-7 7-5                         | Tony Roche                 |                          |                                               |
| 1º gennaio | South Australian Championships 1965 Adelaide, Australia Singolare - Doppio         |                                                   |                            |                          |                                               |
| 1º gennaio | Faulcombridge Trophy 1965 Valencia, Spagna Singolare - Doppio                      | Manuel Santana 2-6 6-4 6-3 6-3                    | William Alvarez            |                          |                                               |
| 1º gennaio | Faulcombridge Trophy 1965 Valencia, Spagna Singolare - Doppio                      |                                                   |                            |                          |                                               |
| 2 gennaio  | Asian Championships 1965 Calcutta, India Singolare - Doppio                        | Ramanathan Krishnan 6-2 6-1 6-4                   | Bob Hewitt                 |                          |                                               |
| 2 gennaio  | Asian Championships 1965 Calcutta, India Singolare - Doppio                        |                                                   |                            |                          |                                               |
| 2 gennaio  | Eastern Province Championships 1965 Port Elizabeth, Sudafrica Singolare - Doppio   | Keith Diepraam 6-3 6-4 7-5                        | Allen Fox                  |                          |                                               |
| 2 gennaio  | Eastern Province Championships 1965 Port Elizabeth, Sudafrica Singolare - Doppio   |                                                   |                            |                          |                                               |
| 3 gennaio  | Sydney Manly Seaside Championships 1965 Sydney, Australia Singolare - Doppio       | Osamu Ishiguro 6-2 6-8 6-3                        | Warren Jacques             |                          |                                               |
| 3 gennaio  | Sydney Manly Seaside Championships 1965 Sydney, Australia Singolare - Doppio       | Warren Jacques John Cottrill 9-7 6-3              | Derek Turner Trevor James  |                          |                                               |
| 11 gennaio | Central India Championships 1965 Allahabad, India Singolare - Doppio               | Ramanathan Krishnan 6-1 1-6 6-4 6-4               | Martin Mulligan            |                          |                                               |
| 11 gennaio | Central India Championships 1965 Allahabad, India Singolare - Doppio               |                                                   |                            |                          |                                               |
| 11 gennaio | New Zealand Championships 1965 Christchurch, Nuova Zelanda Singolare - Doppio      | Barry Phillips-Moore 6-2 3-6 6-4 6-3              | Lew Gerrard                |                          |                                               |
| 11 gennaio | New Zealand Championships 1965 Christchurch, Nuova Zelanda Singolare - Doppio      |                                                   |                            |                          |                                               |
| 11 gennaio | Border Championships 1965 East London, Sudafrica Singolare - Doppio                | Allen Fox 6-4 5-7 6-1 9-7                         | Robert Maud                |                          |                                               |
| 11 gennaio | Border Championships 1965 East London, Sudafrica Singolare - Doppio                |                                                   |                            |                          |                                               |
| 11 gennaio | Western Australian Championships 1965 Perth, Australia Singolare - Doppio          | Roy Emerson 9-7 6-3 6-4                           | Pierre Darmon              |                          |                                               |
| 11 gennaio | Western Australian Championships 1965 Perth, Australia Singolare - Doppio          |                                                   |                            |                          |                                               |
| 13 gennaio | Florida State Championships 1965 Orlando, Stati Uniti Singolare - Doppio           | Nicholas Kalogeropoulos 8-10 6-3 7-5 8-6          | Manuel Gallardo            |                          |                                               |
| 13 gennaio | Florida State Championships 1965 Orlando, Stati Uniti Singolare - Doppio           |                                                   |                            |                          |                                               |
| 16 gennaio | Queensland Pro Championships 1965 Brisbane, Australia Erba - $8400 Singolare       | Ken Rosewall 6-8 6-2 6-4                          | Rod Laver                  | Pancho Gonzales Lew Hoad | Earl Buchholz Frank Sedgman Malcolm Anderson  |
| 17 gennaio | Tasmanian Championships 1965 Hobart, Australia Singolare - Doppio                  | John Newcombe 6-4 5-7 6-3 6-3                     | Owen Davidson              |                          |                                               |
| 17 gennaio | Tasmanian Championships 1965 Hobart, Australia Singolare - Doppio                  | Roy Emerson Fred Stolle 8-6 9-7 2-6 6-4           | Owen Davidson Bill Bowrey  |                          |                                               |
| 18 gennaio | India National Championships 1965 Calcutta, India Singolare - Doppio               | Ramanathan Krishnan walkover                      | Martin Mulligan            |                          |                                               |
| 18 gennaio | India National Championships 1965 Calcutta, India Singolare - Doppio               | Mike Sangster Ramanathan Krishnan 6-0 6-3 4-6 6-3 | Martin Mulligan Bob Hewitt |                          |                                               |
| 23 gennaio | New South Wales Pro Championships 1965 Sydney, Australia Erba - $8400 Singolare    | Pancho Gonzales 8-6 3-6 6-4                       | Ken Rosewall               | Rod Laver Lew Hoad       | Butch Buchholz Frank Sedgman Malcolm Anderson |
| 31 gennaio | South Australian Pro Championships 1965 Adelaide, Australia Erba - $8400 Singolare | Rod Laver 6-3 6-4                                 | Ken Rosewall               | Pancho Gonzales Lew Hoad | Butch Buchholz Frank Sedgman                  |
| 31 gennaio | Torneo di Indore 1965 Indore, Pakistan Singolare - Doppio                          | Jaidip Mukerjea 7-5 6-1 6-1                       | Mike Sangster              |                          |                                               |
| 31 gennaio | Torneo di Indore 1965 Indore, Pakistan Singolare - Doppio                          |                                                   |                            |                          |                                               |
| 31 gennaio | Far Western Indoor 1965 , Stati Uniti Singolare - Doppio                           | Tom Edlefsen                                      | Jim Osborne                |                          |                                               |
| 31 gennaio | Far Western Indoor 1965 , Stati Uniti Singolare - Doppio                           |                                                   |                            |                          |                                               |

### Febbraio
| Settimana   | Torneo                                                                                     | Vincitore                                          | Finalista                                              | Semifinalisti                  | Eliminati ai quarti                            |
| ----------- | ------------------------------------------------------------------------------------------ | -------------------------------------------------- | ------------------------------------------------------ | ------------------------------ | ---------------------------------------------- |
| 1º febbraio | Australian Championships 1965 Melbourne, Australia Erba Singolare - Doppio - Doppio misto  | Roy Emerson 7-9 2-6 6-4 7-5 6-1                    | Fred Stolle                                            |                                |                                                |
| 1º febbraio | Australian Championships 1965 Melbourne, Australia Erba Singolare - Doppio - Doppio misto  | John Newcombe Tony Roche 3-6, 4-6, 13-11, 6-3, 6-4 | Roy Emerson Fred Stolle                                |                                |                                                |
| 1º febbraio | Desert Invitational 1965 La Quinta, Stati Uniti Singolare - Doppio                         | Dennis Ralston 6-4 10-8                            | Charlie Pasarell                                       |                                |                                                |
| 1º febbraio | Desert Invitational 1965 La Quinta, Stati Uniti Singolare - Doppio                         |                                                    |                                                        |                                |                                                |
| 4 febbraio  | Auckland International Wills 1965 Auckland, Nuova Zelanda Singolare - Doppio               | Roy Emerson 3-6 8-6 7-5 6-3                        | Pierre Barthes                                         |                                |                                                |
| 4 febbraio  | Auckland International Wills 1965 Auckland, Nuova Zelanda Singolare - Doppio               |                                                    |                                                        |                                |                                                |
| 4 febbraio  | Eastern Transvaal Championships 1965 Benoni, Sudafrica Singolare - Doppio                  | Bob Hewitt 6-0 5-7 6-4 6-3                         | Allen Fox                                              |                                |                                                |
| 4 febbraio  | Eastern Transvaal Championships 1965 Benoni, Sudafrica Singolare - Doppio                  |                                                    |                                                        |                                |                                                |
| 6 febbraio  | Western Australian Pro Championships 1965 Perth, Australia Erba - $8400 Singolare - Doppio | Rod Laver 7-5 11-9                                 | Pancho Gonzales                                        | Ken Rosewall Butch Buchholz    | Frank Sedgman Lew Hoad                         |
| 6 febbraio  | Western Australian Pro Championships 1965 Perth, Australia Erba - $8400 Singolare - Doppio | Ken Rosewall Lew Hoad Round Robin                  | Butch Buchholz Rod Laver Pancho Gonzales Frank Sedgman | Ken Rosewall Butch Buchholz    | Frank Sedgman Lew Hoad                         |
| 8 febbraio  | Dallas Indoor 1965 Dallas, Stati Uniti Singolare - Doppio                                  | Ron Holmberg 6-3 6-3                               | Rafael Osuna                                           |                                |                                                |
| 8 febbraio  | Dallas Indoor 1965 Dallas, Stati Uniti Singolare - Doppio                                  |                                                    |                                                        |                                |                                                |
| 8 febbraio  | Scandinavian Covered Court Championships 1965 Helsinki, Finlandia Singolare - Doppio       | Roger Taylor 6-0 11-13 9-11 16-14 6-1              | Toomas Leius                                           |                                |                                                |
| 8 febbraio  | Scandinavian Covered Court Championships 1965 Helsinki, Finlandia Singolare - Doppio       |                                                    |                                                        |                                |                                                |
| 8 febbraio  | Torneo di Hyderabad 1965 Hyderabad, India Singolare - Doppio                               | Ramanathan Krishnan 6-3 10-8 7-5                   | Jaidip Mukerjea                                        |                                |                                                |
| 8 febbraio  | Torneo di Hyderabad 1965 Hyderabad, India Singolare - Doppio                               |                                                    |                                                        |                                |                                                |
| 13 febbraio | Philadelphia Indoor 1965 Filadelfia, Stati Uniti Singolare - Doppio                        | Charlie Pasarell 6-8 11-9 8-6 6-4                  | Ian Crookenden                                         |                                |                                                |
| 13 febbraio | Philadelphia Indoor 1965 Filadelfia, Stati Uniti Singolare - Doppio                        |                                                    |                                                        |                                |                                                |
| 13 febbraio | Pittsburg Indoor 1965 Pittsburg, Stati Uniti Singolare - Doppio                            | Ron Holmberg 4-6 7-5 6-1                           | Cliff Richey                                           |                                |                                                |
| 13 febbraio | Pittsburg Indoor 1965 Pittsburg, Stati Uniti Singolare - Doppio                            |                                                    |                                                        |                                |                                                |
| 13 febbraio | Victorian Pro Championships 1965 Melbourne, Australia Erba - $8400 Singolare               | Rod Laver 2-6 6-1 6-4                              | Ken Rosewall                                           | Lew Hoad Butch Buchholz        | Pancho Gonzales Frank Sedgman Malcolm Anderson |
| 13 febbraio | Buffalo Indoor 1965 Buffalo, Stati Uniti Singolare - Doppio                                | Dennis Ralston 9-7 7-5                             | Eugene Scott                                           |                                |                                                |
| 13 febbraio | Buffalo Indoor 1965 Buffalo, Stati Uniti Singolare - Doppio                                |                                                    |                                                        |                                |                                                |
| 13 febbraio | German Covered Court Championships 1965 Colonia, Germania Singolare - Doppio               | Jan-Erik Lundquist 6-4 6-4 3-6 4-6 8-6             | Bobby Wilson                                           |                                |                                                |
| 13 febbraio | German Covered Court Championships 1965 Colonia, Germania Singolare - Doppio               |                                                    |                                                        |                                |                                                |
| 13 febbraio | Philippines National Championships 1965 Manila, Filippine Singolare - Doppio               | Ken Fletcher 2-6 9-7 0-6 6-4 6-2                   | Raymundo Deyro                                         |                                |                                                |
| 13 febbraio | Philippines National Championships 1965 Manila, Filippine Singolare - Doppio               |                                                    |                                                        |                                |                                                |
| 20 febbraio | Tasmanian Pro Championships 1965 Hobart, Australia Erba Singolare                          | Rod Laver 3-6 8-6 7-5                              | Lew Hoad                                               | Butch Buchholz Pancho Gonzales |                                                |
| 21 febbraio | OFS Championships 1965 Bloemfontein, Sudafrica Singolare - Doppio                          | Bob Hewitt 2-6 6-4 3-6 6-3 8-6                     | Cliff Drysdale                                         |                                |                                                |
| 21 febbraio | OFS Championships 1965 Bloemfontein, Sudafrica Singolare - Doppio                          |                                                    |                                                        |                                |                                                |
| 21 febbraio | Torneo di Cannes 1965 Cannes, Francia Singolare - Doppio                                   | Andrzej Licis 6-4 6-2                              | Sanders                                                |                                |                                                |
| 21 febbraio | Torneo di Cannes 1965 Cannes, Francia Singolare - Doppio                                   |                                                    |                                                        |                                |                                                |
| 21 febbraio | French Covered Court Championships 1965 Parigi, Francia Singolare - Doppio                 | Bobby Wilson 6-4 6-4 6-3                           | Roger Taylor                                           |                                |                                                |
| 21 febbraio | French Covered Court Championships 1965 Parigi, Francia Singolare - Doppio                 |                                                    |                                                        |                                |                                                |
| 21 febbraio | US Indoors 1965 Salisbury, Stati Uniti Singolare - Doppio                                  | Jan-Erik Lundquist 4-6 13-11 6-4 11-9              | Dennis Ralston                                         |                                |                                                |
| 21 febbraio | US Indoors 1965 Salisbury, Stati Uniti Singolare - Doppio                                  |                                                    |                                                        |                                |                                                |
| 21 febbraio | New South Wales Hard Court Championships 1965 Wollongong, Australia Singolare - Doppio     | John Newcombe 7-5 3-6 6-3                          | Tony Roche                                             |                                |                                                |
| 21 febbraio | New South Wales Hard Court Championships 1965 Wollongong, Australia Singolare - Doppio     |                                                    |                                                        |                                |                                                |
| 28 febbraio | Gallia Club Championships 1965 Cannes, Francia Singolare - Doppio                          | Colin Stubs 6-2 6-4                                | Sanders                                                |                                |                                                |
| 28 febbraio | Gallia Club Championships 1965 Cannes, Francia Singolare - Doppio                          |                                                    |                                                        |                                |                                                |
| 28 febbraio | Dutch Covered Court Championships 1965 Zuidlaren, Paesi Bassi Singolare - Doppio           | Alan Mills 10-8 6-2 3-6 4-6 6-4                    | Bobby Wilson                                           |                                |                                                |
| 28 febbraio | Dutch Covered Court Championships 1965 Zuidlaren, Paesi Bassi Singolare - Doppio           |                                                    |                                                        |                                |                                                |

### Marzo
| Settimana | Torneo                                                                                      | Vincitore                          | Finalista             | Semifinalisti | Eliminati ai quarti |
| --------- | ------------------------------------------------------------------------------------------- | ---------------------------------- | --------------------- | ------------- | ------------------- |
| 1º marzo  | Perth Championships 1965 Perth, Australia Singolare - Doppio                                | Gary Penberthy 12-10 4-6 8-6       | Brian C. Bowman       |               |                     |
| 1º marzo  | Perth Championships 1965 Perth, Australia Singolare - Doppio                                |                                    |                       |               |                     |
| 1º marzo  | Dixie Championships 1965 Tampa, Stati Uniti Singolare - Doppio                              | Manuel Santana 6-3 8-6 6-0         | Jan-Erik Lundquist    |               |                     |
| 1º marzo  | Dixie Championships 1965 Tampa, Stati Uniti Singolare - Doppio                              |                                    |                       |               |                     |
| 7 marzo   | South African Championships 1965 Johannesburg, Sudafrica Singolare - Doppio                 | Cliff Drysdale 1-6 6-3 6-4 1-6 6-3 | Juan Manuel Couder    |               |                     |
| 7 marzo   | South African Championships 1965 Johannesburg, Sudafrica Singolare - Doppio                 |                                    |                       |               |                     |
| 7 marzo   | Moscow International Indoor Championships 1965 Mosca, URSS Singolare - Doppio               | Toomas Leius 6-4 7-5 8-6           | Aleksandre Met'reveli |               |                     |
| 7 marzo   | Moscow International Indoor Championships 1965 Mosca, URSS Singolare - Doppio               |                                    |                       |               |                     |
| 7 marzo   | Queensland Bay Championships 1965 Redcliffe, Australia Singolare - Doppio                   | Neil Gibson 6-4 10-8               | Maurice Guse          |               |                     |
| 7 marzo   | Queensland Bay Championships 1965 Redcliffe, Australia Singolare - Doppio                   |                                    |                       |               |                     |
| 8 marzo   | Good Neighbor Tournament 1965 Miami Beach, Stati Uniti Singolare - Doppio                   | Dennis Ralston 3-6 6-3 7-5 6-2     | Thomaz Koch           |               |                     |
| 8 marzo   | Good Neighbor Tournament 1965 Miami Beach, Stati Uniti Singolare - Doppio                   |                                    |                       |               |                     |
| 11 marzo  | Curacao International 1965 Curaçao, Paesi Bassi Singolare - Doppio                          | Dennis Ralston 6-1 9-11 6-4        | Frank Froehling       |               |                     |
| 11 marzo  | Curacao International 1965 Curaçao, Paesi Bassi Singolare - Doppio                          |                                    |                       |               |                     |
| 15 marzo  | Egyptian International Cairo Championships 1965 Il Cairo, Egitto Singolare - Doppio         | Ken Fletcher 3-6 6-3 3-6 6-1 6-3   | Wieslaw Gasiorek      |               |                     |
| 15 marzo  | Egyptian International Cairo Championships 1965 Il Cairo, Egitto Singolare - Doppio         |                                    |                       |               |                     |
| 15 marzo  | Carlton Club Championships 1965 Cannes, Francia Singolare - Doppio                          | Andrzej Licis 6-3 6-1              | Jaime Pinto-Bravo     |               |                     |
| 15 marzo  | Carlton Club Championships 1965 Cannes, Francia Singolare - Doppio                          |                                    |                       |               |                     |
| 15 marzo  | Trinidad International 1965 Port of Spain, Trinidad e Tobago Singolare - Doppio             | Manuel Santana 7-5 6-1 6-4         | Ramanathan Krishnan   |               |                     |
| 15 marzo  | Trinidad International 1965 Port of Spain, Trinidad e Tobago Singolare - Doppio             |                                    |                       |               |                     |
| 22 marzo  | Egyptian International Alexandria Championships 1965 Alessandria, Egitto Singolare - Doppio | István Gulyás 4-6 6-4 6-4 9-7      | Martin Mulligan       |               |                     |
| 22 marzo  | Egyptian International Alexandria Championships 1965 Alessandria, Egitto Singolare - Doppio |                                    |                       |               |                     |
| 22 marzo  | Colombia International 1965 Barranquilla, Colombia Singolare - Doppio                       | Manuel Santana 6-2 9-7 6-3         | Ramanathan Krishnan   |               |                     |
| 22 marzo  | Colombia International 1965 Barranquilla, Colombia Singolare - Doppio                       |                                    |                       |               |                     |
| 28 marzo  | Caracas Altamira International 1965 Caracas, Venezuela Singolare - Doppio                   | Pierre Barthes 6-1 6-4 6-2         | Manuel Santana        |               |                     |
| 28 marzo  | Caracas Altamira International 1965 Caracas, Venezuela Singolare - Doppio                   |                                    |                       |               |                     |
| 28 marzo  | Rice Intercollegiate Invitational 1965 Houston, Stati Uniti Singolare - Doppio              | Gustavo Palafox 6-3 2-6 6-4        | Butch Newman          |               |                     |
| 28 marzo  | Rice Intercollegiate Invitational 1965 Houston, Stati Uniti Singolare - Doppio              |                                    |                       |               |                     |
| 28 marzo  | Riviera Championships 1965 Mentone, Francia Singolare - Doppio                              | István Gulyás 6-4 6-1 6-3          | Bob Carmichael        |               |                     |
| 28 marzo  | Riviera Championships 1965 Mentone, Francia Singolare - Doppio                              |                                    |                       |               |                     |
| 28 marzo  | Thunderbird Classic 1965 Phoenix, Stati Uniti Singolare - Doppio                            | Chuck McKinley 8-10 6-4 10-8       | Arthur Ashe           |               |                     |
| 28 marzo  | Thunderbird Classic 1965 Phoenix, Stati Uniti Singolare - Doppio                            |                                    |                       |               |                     |
| 28 marzo  | Torneo di Wynnum 1965 Wynnum, Australia Singolare - Doppio                                  | Maurice Guse 3-6 7-5 6-3           | Decker                |               |                     |
| 28 marzo  | Torneo di Wynnum 1965 Wynnum, Australia Singolare - Doppio                                  |                                    |                       |               |                     |

### Aprile
| Settimana | Torneo                                                                                             | Vincitore                              | Finalista                         | Semifinalisti               | Eliminati ai quarti |
| --------- | -------------------------------------------------------------------------------------------------- | -------------------------------------- | --------------------------------- | --------------------------- | ------------------- |
| 4 aprile  | Cannes Lawn Tennis Club Championships 1965 Cannes, Francia Singolare - Doppio                      | István Gulyás 6-2 1-6 6-0 6-2          | Stubbs                            |                             |                     |
| 4 aprile  | Cannes Lawn Tennis Club Championships 1965 Cannes, Francia Singolare - Doppio                      |                                        |                                   |                             |                     |
| 4 aprile  | Mexican International Championships 1965 Città del Messico, Messico Singolare - Doppio             | Manuel Santana 6-3 6-3 4-6 9-7         | Ramanathan Krishnan               |                             |                     |
| 4 aprile  | Mexican International Championships 1965 Città del Messico, Messico Singolare - Doppio             |                                        |                                   |                             |                     |
| 5 aprile  | Champions of Champions Western Australia 1965 Perth, Australia Singolare - Doppio                  | Brian C. Bowman 6-3 6-3 6-3            | Allan Wall                        |                             |                     |
| 5 aprile  | Champions of Champions Western Australia 1965 Perth, Australia Singolare - Doppio                  |                                        |                                   |                             |                     |
| 10 aprile | Cumberland Hard Court Championships 1965 Hampstead, Gran Bretagna Singolare - Doppio               | Bobby Wilson 6-3 7-5                   | Gerald Battrick                   |                             |                     |
| 10 aprile | Cumberland Hard Court Championships 1965 Hampstead, Gran Bretagna Singolare - Doppio               |                                        |                                   |                             |                     |
| 11 aprile | Campionati Internazionali di Sicilia 1965 Palermo, Italia Singolare - Doppio                       | Martin Mulligan 6-1 6-1 6-2            | William Alvarez                   |                             |                     |
| 11 aprile | Campionati Internazionali di Sicilia 1965 Palermo, Italia Singolare - Doppio                       |                                        |                                   |                             |                     |
| 11 aprile | Caribe Hilton Championships 1965 San Juan, Porto Rico Singolare - Doppio                           | Manuel Santana 6-4 6-1                 | Dennis Ralston                    |                             |                     |
| 11 aprile | Caribe Hilton Championships 1965 San Juan, Porto Rico Singolare - Doppio                           |                                        |                                   |                             |                     |
| 11 aprile | Florida Pro Championships 1965 Orlando, Stati Uniti Terra rossa - $3000 Singolare - Doppio         | Pancho Gonzales 6–1 6–1                | Pancho Segura                     |                             |                     |
| 11 aprile | Florida Pro Championships 1965 Orlando, Stati Uniti Terra rossa - $3000 Singolare - Doppio         | Pancho Gonzales Pancho Segura 7-5 10-8 | Sam Giammalva Bernard Tut Bartzen |                             |                     |
| 18 aprile | Torneo di Beaulieu 1965 Cannes, Francia Singolare - Doppio                                         | Taylor 3-6 6-4 6-2                     | Jaime Pinto-Bravo                 |                             |                     |
| 18 aprile | Torneo di Beaulieu 1965 Cannes, Francia Singolare - Doppio                                         |                                        |                                   |                             |                     |
| 18 aprile | Catania Championships 1965 Catania, Italia Singolare - Doppio                                      | Martin Mulligan 6-2 6-3 6-1            | Giuseppe Merlo                    |                             |                     |
| 18 aprile | Catania Championships 1965 Catania, Italia Singolare - Doppio                                      |                                        |                                   |                             |                     |
| 18 aprile | Rothmans Connaught Championships 1965 Chingford, Gran Bretagna Singolare - Doppio                  | Bobby Wilson 6-2 8-6                   | Mark Cox                          |                             |                     |
| 18 aprile | Rothmans Connaught Championships 1965 Chingford, Gran Bretagna Singolare - Doppio                  |                                        |                                   |                             |                     |
| 18 aprile | San Antonio Invitation 1965 San Antonio, Stati Uniti Singolare - Doppio                            | Dennis Ralston 6-3 2-6 6-3             | Roy Emerson                       |                             |                     |
| 18 aprile | San Antonio Invitation 1965 San Antonio, Stati Uniti Singolare - Doppio                            |                                        |                                   |                             |                     |
| 18 aprile | Masters Invitational 1965 Saint Petersburg, Stati Uniti Singolare - Doppio                         | Ramanathan Krishnan 6-4 6-1            | Michael Belkin                    |                             |                     |
| 18 aprile | Masters Invitational 1965 Saint Petersburg, Stati Uniti Singolare - Doppio                         |                                        |                                   |                             |                     |
| 18 aprile | Surrey Hard Court Championships 1965 Sutton, Gran Bretagna Singolare - Doppio                      | Taylor 3-6 8-6 6-3                     | William Knight                    |                             |                     |
| 18 aprile | Surrey Hard Court Championships 1965 Sutton, Gran Bretagna Singolare - Doppio                      |                                        |                                   |                             |                     |
| 19 aprile | New England Championships 1965 Armidale, Australia Singolare - Doppio                              | John Newcombe 6-3 6-4                  | Dick Crealy                       |                             |                     |
| 19 aprile | New England Championships 1965 Armidale, Australia Singolare - Doppio                              |                                        |                                   |                             |                     |
| 19 aprile | Monte Carlo Cup 1965 Monte Carlo, Monaco Singolare - Doppio                                        | István Gulyás 6-3 5-7 8-6 6-4          | Jiri Javorsky                     |                             |                     |
| 19 aprile | Monte Carlo Cup 1965 Monte Carlo, Monaco Singolare - Doppio                                        |                                        |                                   |                             |                     |
| 25 aprile | Aix Golden Racquet Tournament 1965 Aix-en-Provence, Francia Singolare - Doppio                     | Ken Fletcher 6-1 6-2 6-3               | Michel Leclercq                   |                             |                     |
| 25 aprile | Aix Golden Racquet Tournament 1965 Aix-en-Provence, Francia Singolare - Doppio                     |                                        |                                   |                             |                     |
| 25 aprile | British Hard Court Championships 1965 Bournemouth, Gran Bretagna Singolare - Doppio                | Jan-Erik Lundquist 3-6 6-4 8-6 6-1     | Cliff Drysdale                    |                             |                     |
| 25 aprile | British Hard Court Championships 1965 Bournemouth, Gran Bretagna Singolare - Doppio                |                                        |                                   |                             |                     |
| 25 aprile | Charlotte Invitation 1965 Charlotte, Stati Uniti Singolare - Doppio                                | Ed Rubinoff 3-6 6-2 6-0                | Vic Seixas                        |                             |                     |
| 25 aprile | Charlotte Invitation 1965 Charlotte, Stati Uniti Singolare - Doppio                                |                                        |                                   |                             |                     |
| 25 aprile | River Oaks International Tennis Tournament 1965 Houston, Stati Uniti Singolare - Doppio            | Ramanathan Krishnan 6-4 2-6 6-4 6-3    | Cliff Richey                      |                             |                     |
| 25 aprile | River Oaks International Tennis Tournament 1965 Houston, Stati Uniti Singolare - Doppio            |                                        |                                   |                             |                     |
| 25 aprile | Puerta de Hierro International 1965 Madrid, Spagna Singolare - Doppio                              | Manuel Santana 6-1 4-6 0-6 6-4 6-3     | Juan Manuel Couder                |                             |                     |
| 25 aprile | Puerta de Hierro International 1965 Madrid, Spagna Singolare - Doppio                              |                                        |                                   |                             |                     |
| 25 aprile | Campionato Partenopeo 1965 Napoli, Italia Singolare - Doppio                                       | Martin Mulligan 6-4 6-3 6-3            | Nicola Pietrangeli                |                             |                     |
| 25 aprile | Campionato Partenopeo 1965 Napoli, Italia Singolare - Doppio                                       |                                        |                                   |                             |                     |
| 25 aprile | Ojai Valley Championships 1965 Ojai, Stati Uniti Singolare - Doppio                                | Charlie Pasarell 6-3 6-1               | Stan Smith                        |                             |                     |
| 25 aprile | Ojai Valley Championships 1965 Ojai, Stati Uniti Singolare - Doppio                                |                                        |                                   |                             |                     |
| 25 aprile | Pacific Intercollegiates Championships 1965 Ojai, Stati Uniti Singolare - Doppio                   | Arthur Ashe 3-6 6-2 7-5                | Tom Edlefsen                      |                             |                     |
| 25 aprile | Pacific Intercollegiates Championships 1965 Ojai, Stati Uniti Singolare - Doppio                   |                                        |                                   |                             |                     |
| 25 aprile | Israel International Championships 1965 Tel Aviv, Israele Singolare - Doppio                       | Allen Fox 6-4 8-6 7-5                  | Donald Dell                       |                             |                     |
| 25 aprile | Israel International Championships 1965 Tel Aviv, Israele Singolare - Doppio                       |                                        |                                   |                             |                     |
| 25 aprile | Oklahoma City Pro Championships 1965 Oklahoma City, Stati Uniti Cemento - $3200 Singolare - Doppio | Rod Laver 6–3, 6–4                     | Pancho Gonzales                   | Ken Rosewall Butch Buchholz |                     |
| 25 aprile | Oklahoma City Pro Championships 1965 Oklahoma City, Stati Uniti Cemento - $3200 Singolare - Doppio | Rod Laver Ken Rosewall                 | Pancho Gonzales Butch Buchholz    | Ken Rosewall Butch Buchholz |                     |

### Maggio
| Settimana | Torneo | Vincitore                                                                    | Finalista                     | Semifinalisti                   | Eliminati ai quarti                                                                     |
| --------- | --- | ---------------------------------------------------------------------------- | ----------------------------- | ------------------------------- | --------------------------------------------------------------------------------------- |
| 2 maggio  | US Pro Indoor Championships 1965 New York, Stati Uniti Parquet indoor - $15000 Singolare - Doppio           | Rod Laver 6–3, 6–1                                                           | Pancho Gonzales               | Andrés Gimeno Ken Rosewall      | Luis Ayala Butch Buchholz Pancho Segura Malcolm Anderson                                |
| 2 maggio  | US Pro Indoor Championships 1965 New York, Stati Uniti Parquet indoor - $15000 Singolare - Doppio           | Malcolm Anderson Ken Rosewall 8-6 6-5                                        | Rod Laver Butch Buchholz      | Andrés Gimeno Ken Rosewall      | Luis Ayala Butch Buchholz Pancho Segura Malcolm Anderson                                |
| 2 maggio  | London Hard Court Championships 1965 Hurlingham, Gran Bretagna Singolare - Doppio                           | Doug H. Kelso walkover                                                       | Alan Mills                    |                                 |                                                                                         |
| 2 maggio  | London Hard Court Championships 1965 Hurlingham, Gran Bretagna Singolare - Doppio                           |                                                                              |                               |                                 |                                                                                         |
| 3 maggio  | River Plate Championships 1965 Buenos Aires, Argentina Singolare - Doppio                                   | Fred Stolle 6-4 7-5                                                          | Roy Emerson                   |                                 |                                                                                         |
| 3 maggio  | River Plate Championships 1965 Buenos Aires, Argentina Singolare - Doppio                                   |                                                                              |                               |                                 |                                                                                         |
| 3 maggio  | Dallas Invitation 1965 Dallas, Stati Uniti Singolare - Doppio                                               | Cliff Richey 4-6 6-4 6-2                                                     | Ham Richardson                |                                 |                                                                                         |
| 3 maggio  | Dallas Invitation 1965 Dallas, Stati Uniti Singolare - Doppio                                               |                                                                              |                               |                                 |                                                                                         |
| 3 maggio  | Paris International Championships 1965 Parigi, Francia Singolare - Doppio                                   | Bob Hewitt 6-2 6-3 6-4                                                       | Pierre Barthes                |                                 |                                                                                         |
| 3 maggio  | Paris International Championships 1965 Parigi, Francia Singolare - Doppio                                   |                                                                              |                               |                                 |                                                                                         |
| 3 maggio  | Torneo di Reggio Calabria 1965 Reggio Calabria, Italia Singolare - Doppio                                   | Donald Dell 6-3 6-2 6-2                                                      | Ion Țiriac                    |                                 |                                                                                         |
| 3 maggio  | Torneo di Reggio Calabria 1965 Reggio Calabria, Italia Singolare - Doppio                                   |                                                                              |                               |                                 |                                                                                         |
| 9 maggio  | Southern California Championships 1965 Los Angeles, Stati Uniti Singolare - Doppio                          | Dennis Ralston 8-6 6-2                                                       | Arthur Ashe                   |                                 |                                                                                         |
| 9 maggio  | Southern California Championships 1965 Los Angeles, Stati Uniti Singolare - Doppio                          |                                                                              |                               |                                 |                                                                                         |
| 10 maggio | Guildford Hard Court Championships 1965 Guildford, Gran Bretagna Singolare - Doppio                         | Ryan 10-8 6-3                                                                | John Crump                    |                                 |                                                                                         |
| 10 maggio | Guildford Hard Court Championships 1965 Guildford, Gran Bretagna Singolare - Doppio                         |                                                                              |                               |                                 |                                                                                         |
| 10 maggio | Chile International Championships 1965 Santiago, Cile Singolare - Doppio                                    | Roy Emerson 11-9 6-4 6-3                                                     | Fred Stolle                   |                                 |                                                                                         |
| 10 maggio | Chile International Championships 1965 Santiago, Cile Singolare - Doppio                                    |                                                                              |                               |                                 |                                                                                         |
| 11 maggio | Internazionali d'Italia 1965 Roma, Italia Singolare - Doppio                                                | Martin Mulligan 1-6 6-4 6-3 6-1                                              | Manuel Santana                |                                 |                                                                                         |
| 11 maggio | Internazionali d'Italia 1965 Roma, Italia Singolare - Doppio                                                | Tony Roche John Newcombe C. Barnes Thomaz Koch 1-6, 6-4, 2-6, 12-10, Sospesa |                               |                                 |                                                                                         |
| 16 maggio | Athletic Association of Western Universities Championships 1965 Los Angeles, Stati Uniti Singolare - Doppio | Arthur Ashe 0-6 6-4 11-9                                                     | Tom Edlefsen                  |                                 |                                                                                         |
| 16 maggio | Athletic Association of Western Universities Championships 1965 Los Angeles, Stati Uniti Singolare - Doppio |                                                                              |                               |                                 |                                                                                         |
| 17 maggio | Atlanta Invitational 1965 Atlanta, Stati Uniti Singolare - Doppio                                           | Chuck McKinley 3-6 6-3 6-1                                                   | Ham Richardson                |                                 |                                                                                         |
| 17 maggio | Atlanta Invitational 1965 Atlanta, Stati Uniti Singolare - Doppio                                           |                                                                              |                               |                                 |                                                                                         |
| 17 maggio | Torneo di Firenze 1965 Firenze, Italia Singolare - Doppio                                                   | Rafael Osuna 2-6 9-7 6-3 6-4                                                 | Ion Țiriac                    |                                 |                                                                                         |
| 17 maggio | Torneo di Firenze 1965 Firenze, Italia Singolare - Doppio                                                   |                                                                              |                               |                                 |                                                                                         |
| 23 maggio | Torneo di Dalby 1965 Dalby, Australia Singolare - Doppio                                                    | Maurice Guse 7-5 6-0                                                         | Decker                        |                                 |                                                                                         |
| 23 maggio | Torneo di Dalby 1965 Dalby, Australia Singolare - Doppio                                                    |                                                                              |                               |                                 |                                                                                         |
| 23 maggio | California State Championships 1965 Portola Valley, Stati Uniti Singolare - Doppio                          | Dennis Ralston 4-6 6-1 6-2 6-3                                               | Chuck McKinley                |                                 |                                                                                         |
| 23 maggio | California State Championships 1965 Portola Valley, Stati Uniti Singolare - Doppio                          |                                                                              |                               |                                 |                                                                                         |
| 25 maggio | Masters Pro Championships 1965 Los Angeles, Stati Uniti Cemento - $15000 Singolare                          | Rod Laver 3–6, 6–3, 7–5                                                      | Pancho Gonzales               | Malcolm Anderson Butch Buchholz | Round Robin Ken Rosewall Pancho Segura Luis Ayala Andrés Gimeno Alex Olmedo Mike Davies |
| 30 maggio | Torneo di Bruxelles 1965 Bruxelles, Belgio Singolare - Doppio                                               | Nicholas Kalogeropoulos 5-7 11-9 6-0 6-2                                     | John Sharpe                   |                                 |                                                                                         |
| 30 maggio | Torneo di Bruxelles 1965 Bruxelles, Belgio Singolare - Doppio                                               |                                                                              |                               |                                 |                                                                                         |
| 30 maggio | Internazionali di Francia 1965 Parigi, Francia Singolare - Doppio                                           | Fred Stolle 3-6 6-0 6-2                                                      | Tony Roche                    |                                 |                                                                                         |
| 30 maggio | Internazionali di Francia 1965 Parigi, Francia Singolare - Doppio                                           | Roy Emerson Fred Stolle 6-8, 6-3, 8-6, 6-2                                   | Ken Fletcher Bob Hewitt       |                                 |                                                                                         |
| 30 maggio | Torneo di Malvern 1965 Malvern, Gran Bretagna Singolare - Doppio                                            | William Knight 3-6 6-2 6-1                                                   | Alan Mills                    |                                 |                                                                                         |
| 30 maggio | Torneo di Malvern 1965 Malvern, Gran Bretagna Singolare - Doppio                                            |                                                                              |                               |                                 |                                                                                         |
| 30 maggio | Torneo di Lytham St Annes 1965 Lytham St Annes, Gran Bretagna Singolare - Doppio                            | Bobby Wilson 6-0 6-1                                                         | G Hernández                   |                                 |                                                                                         |
| 30 maggio | Torneo di Lytham St Annes 1965 Lytham St Annes, Gran Bretagna Singolare - Doppio                            |                                                                              |                               |                                 |                                                                                         |
| 30 maggio | Surrey Championships 1965 Surbiton, Gran Bretagna Singolare - Doppio                                        | Jan-Erik Lundquist 9-7 6-3                                                   | Roger Taylor                  |                                 |                                                                                         |
| 30 maggio | Surrey Championships 1965 Surbiton, Gran Bretagna Singolare - Doppio                                        |                                                                              |                               |                                 |                                                                                         |
| 30 maggio | Tulsa Clay Court Championships 1965 Tulsa, Stati Uniti Singolare - Doppio                                   | Ham Richardson 6-4 6-4                                                       | Clark Graebner                |                                 |                                                                                         |
| 30 maggio | Tulsa Clay Court Championships 1965 Tulsa, Stati Uniti Singolare - Doppio                                   |                                                                              |                               |                                 |                                                                                         |
| 31 maggio | Peacock Gap Pro Championships 1965 San Rafael, Stati Uniti Cemento - $15000 Singolare - Doppio              | Rod Laver 6-1 6-4                                                            | Pancho Gonzales               | Andrés Gimeno Ken Rosewall      | Pancho Segura Malcolm Anderson Butch Buchholz Luis Ayala                                |
| 31 maggio | Peacock Gap Pro Championships 1965 San Rafael, Stati Uniti Cemento - $15000 Singolare - Doppio              | Malcolm Anderson Ken Rosewall 13-11 4-6 6-3                                  | Pancho Gonzales Andrés Gimeno | Andrés Gimeno Ken Rosewall      | Pancho Segura Malcolm Anderson Butch Buchholz Luis Ayala                                |

### Giugno
| Settimana | Torneo                                                                                               | Vincitore                                               | Finalista                       | Semifinalisti                 | Eliminati ai quarti                                     |
| --------- | --- | ------------------------------------------------------- | ------------------------------- | ----------------------------- | ------------------------------------------------------- |
| ? giugno  | Southern California Intercollegiates Championships 1965 Pasadena, Stati Uniti Singolare - Doppio     | Arthur Ashe                                             | Whitney Reed                    |                               |                                                         |
| ? giugno  | Southern California Intercollegiates Championships 1965 Pasadena, Stati Uniti Singolare - Doppio     |                                                         |                                 |                               |                                                         |
| 5 giugno  | Torneo di Cheltenham 1965 Cheltenham, Gran Bretagna Singolare - Doppio                               | Cliff Drysdale 6-4 6-1                                  | Keith Diepraam                  |                               |                                                         |
| 5 giugno  | Torneo di Cheltenham 1965 Cheltenham, Gran Bretagna Singolare - Doppio                               |                                                         |                                 |                               |                                                         |
| 5 giugno  | Northern Championships 1965 Manchester, Gran Bretagna Singolare - Doppio                             | Tom Okker 7-5 6-3                                       | Roger Taylor                    |                               |                                                         |
| 5 giugno  | Northern Championships 1965 Manchester, Gran Bretagna Singolare - Doppio                             |                                                         |                                 |                               |                                                         |
| 6 giugno  | Torneo Godò 1965 Barcellona, Spagna Terra rossa Singolare - Doppio                                   | Juan Gisbert 6-4 4-6 6-1 2-6 6-2                        | Martin Mulligan                 |                               |                                                         |
| 6 giugno  | Torneo Godò 1965 Barcellona, Spagna Terra rossa Singolare - Doppio                                   | Roy Emerson Ramanathan Krishnan 6-4, 4-6, 6-1, 2-6, 6-2 | José-Luis Arilla Manuel Santana |                               |                                                         |
| 6 giugno  | West Berlin Championships 1965 Berlino, Germania Singolare - Doppio                                  | Bob Hewitt 1-6 0-6 8-6 6-2 6-2                          | Ken Fletcher                    |                               |                                                         |
| 6 giugno  | West Berlin Championships 1965 Berlino, Germania Singolare - Doppio                                  |                                                         |                                 |                               |                                                         |
| 6 giugno  | Torneo di Havant 1965 Havant, Gran Bretagna Singolare - Doppio                                       | Jack Saul 6-3 2-6 6-4                                   | Mike Hann                       |                               |                                                         |
| 6 giugno  | Torneo di Havant 1965 Havant, Gran Bretagna Singolare - Doppio                                       |                                                         |                                 |                               |                                                         |
| 6 giugno  | Barnes 1965 Lowther, Gran Bretagna Singolare - Doppio                                                | de Zeeuw 6-2 6-4                                        | Bautista                        |                               |                                                         |
| 6 giugno  | Barnes 1965 Lowther, Gran Bretagna Singolare - Doppio                                                |                                                         |                                 |                               |                                                         |
| 6 giugno  | Greater Seattle Pro Championships 1965 Seattle, Stati Uniti Cemento - $10000 Singolare - Doppio      | Pancho Gonzales 6–3 6–4                                 | Rod Laver                       | Ken Rosewall Andrés Gimeno    | Barry MacKay Malcolm Anderson Butch Buchholz Luis Ayala |
| 6 giugno  | Greater Seattle Pro Championships 1965 Seattle, Stati Uniti Cemento - $10000 Singolare - Doppio      | Pancho Gonzales Andrés Gimeno 6-2 6-4                   | Luis Ayala Barry MacKay         | Ken Rosewall Andrés Gimeno    | Barry MacKay Malcolm Anderson Butch Buchholz Luis Ayala |
| 6 giugno  | US Hard Court Championships 1965 Sacramento, Stati Uniti Singolare - Doppio                          | Dennis Ralston 6-4 4-6 6-1 6-4                          | Ham Richardson                  |                               |                                                         |
| 6 giugno  | US Hard Court Championships 1965 Sacramento, Stati Uniti Singolare - Doppio                          |                                                         |                                 |                               |                                                         |
| 6 giugno  | Torneo di Wolverhampton 1965 Wolverhampton, Gran Bretagna Singolare - Doppio                         | William Knight 9-7 6-3                                  | Patricio Cornejo                |                               |                                                         |
| 6 giugno  | Torneo di Wolverhampton 1965 Wolverhampton, Gran Bretagna Singolare - Doppio                         |                                                         |                                 |                               |                                                         |
| 7 giugno  | Western Australian Hard Court Championships 1965 Kalgoorlie, Australia Singolare - Doppio            | Rob Cadwallader 9-5                                     | Michael Kenny                   |                               |                                                         |
| 7 giugno  | Western Australian Hard Court Championships 1965 Kalgoorlie, Australia Singolare - Doppio            |                                                         |                                 |                               |                                                         |
| 7 giugno  | Torneo di Saltsjöbaden 1965 Saltsjöbaden, Svezia Singolare - Doppio                                  | Allen Fox                                               | Jaidip Mukerjea                 |                               |                                                         |
| 7 giugno  | Torneo di Saltsjöbaden 1965 Saltsjöbaden, Svezia Singolare - Doppio                                  |                                                         |                                 |                               |                                                         |
| 10 giugno | German Pro Championships 1965 Bad Ems, Germania Singolare - Doppio                                   | Robert Haillet 6-1 6-2 6-2                              | Ladislav Legenstein             |                               |                                                         |
| 10 giugno | German Pro Championships 1965 Bad Ems, Germania Singolare - Doppio                                   | Robert Haillet Paul Remy 6-1 6-2 11-9                   | A. Schroder Schoenhoff          |                               |                                                         |
| 13 giugno | Torneo di Sutton Coldfield 1965 Sutton, Gran Bretagna Singolare - Doppio                             | R.W. Dixon 3-6 6-4 6-4                                  | Uwe Gottschalk                  |                               |                                                         |
| 13 giugno | Torneo di Sutton Coldfield 1965 Sutton, Gran Bretagna Singolare - Doppio                             |                                                         |                                 |                               |                                                         |
| 13 giugno | Kent Championships 1965 Beckenham, Gran Bretagna Singolare - Doppio                                  | John Newcombe 6-3 6-1                                   | Lew Gerrard                     |                               |                                                         |
| 13 giugno | Kent Championships 1965 Beckenham, Gran Bretagna Singolare - Doppio                                  |                                                         |                                 |                               |                                                         |
| 13 giugno | West of England Championships 1965 Bristol, Gran Bretagna Singolare - Doppio                         | Dennis Ralston 6-2 6-2                                  | Clark Graebner                  |                               |                                                         |
| 13 giugno | West of England Championships 1965 Bristol, Gran Bretagna Singolare - Doppio                         |                                                         |                                 |                               |                                                         |
| 13 giugno | Belgium International Championships 1965 Bruxelles, Belgio Singolare - Doppio                        | Ken Fletcher 11-9 4-6 6-3                               | Edison Mandarino                |                               |                                                         |
| 13 giugno | Belgium International Championships 1965 Bruxelles, Belgio Singolare - Doppio                        |                                                         |                                 |                               |                                                         |
| 13 giugno | Torneo di Cardiff 1965 Cardiff, Gran Bretagna Singolare - Doppio                                     | Alan Mills 6-3 6-1                                      | Bob Hewitt                      |                               |                                                         |
| 13 giugno | Torneo di Cardiff 1965 Cardiff, Gran Bretagna Singolare - Doppio                                     |                                                         |                                 |                               |                                                         |
| 13 giugno | Southern Championships 1965 Jackson, Stati Uniti Singolare - Doppio                                  | William Tym 11-9 4-6 6-2                                | B. Harrison                     |                               |                                                         |
| 13 giugno | Southern Championships 1965 Jackson, Stati Uniti Singolare - Doppio                                  |                                                         |                                 |                               |                                                         |
| 13 giugno | Nottinghamshire Championships 1965 Nottingham, Gran Bretagna Singolare - Doppio                      | Jack Saul 3-6 6-3 6-2                                   | Daniel Contet                   |                               |                                                         |
| 13 giugno | Nottinghamshire Championships 1965 Nottingham, Gran Bretagna Singolare - Doppio                      |                                                         |                                 |                               |                                                         |
| 14 giugno | Victorian Hard Court Championships 1965 Melbourne, Australia Singolare - Doppio                      | Will Coghlan 6-2 6-1                                    | Bert Kearney                    |                               |                                                         |
| 14 giugno | Victorian Hard Court Championships 1965 Melbourne, Australia Singolare - Doppio                      |                                                         |                                 |                               |                                                         |
| 14 giugno | Central Northern Championships 1965 Tamworth, Australia Singolare - Doppio                           | Warren Jacques 7-5 6-4                                  | Patrick Callaghan               |                               |                                                         |
| 14 giugno | Central Northern Championships 1965 Tamworth, Australia Singolare - Doppio                           |                                                         |                                 |                               |                                                         |
| 19 giugno | National Collegiate Championships 1965 Los Angeles, Stati Uniti Singolare - Doppio                   | Arthur Ashe 6-4 6-1 6-1                                 | Michael Belkin                  |                               |                                                         |
| 19 giugno | National Collegiate Championships 1965 Los Angeles, Stati Uniti Singolare - Doppio                   |                                                         |                                 |                               |                                                         |
| 20 giugno | Queen's Club Championships 1965 Londra, Gran Bretagna Singolare - Doppio                             | Roy Emerson walkover                                    | Dennis Ralston                  |                               |                                                         |
| 20 giugno | Queen's Club Championships 1965 Londra, Gran Bretagna Singolare - Doppio                             |                                                         |                                 |                               |                                                         |
| 20 giugno | European Pro Championships 1965 L'Aia, Paesi Bassi Singolare - Doppio                                | Robert Haillet 6-2 6-3 3-6 6-2                          | Ladislav Legenstein             |                               |                                                         |
| 20 giugno | European Pro Championships 1965 L'Aia, Paesi Bassi Singolare - Doppio                                | Ivko Plecevic Ladislav Legenstein 9-7 6-2 3-6 6-4       | Roger Becker Kurt Nielsen       |                               |                                                         |
| 20 giugno | Tahoe Racquet Club Pro Championships 1965 Lake Tahoe, Stati Uniti Cemento - $5000 Singolare - Doppio | Rod Laver 6-3 2-6 6-4                                   | Pancho Gonzales                 | Ken Rosewall Andrés Gimeno    | Luis Ayala Malcolm Anderson                             |
| 20 giugno | Tahoe Racquet Club Pro Championships 1965 Lake Tahoe, Stati Uniti Cemento - $5000 Singolare - Doppio | Luis Ayala Rod Laver 10-6                               | Ken Rosewall Malcolm Anderson   | Ken Rosewall Andrés Gimeno    | Luis Ayala Malcolm Anderson                             |
| 21 giugno | Blue and Gray Invitation 1965 Montgomery, Stati Uniti Singolare - Doppio                             | B. Harrison                                             |                                 |                               |                                                         |
| 21 giugno | Blue and Gray Invitation 1965 Montgomery, Stati Uniti Singolare - Doppio                             |                                                         |                                 |                               |                                                         |
| 27 giugno | Greater Washington Pro Championships 1965 Reston, Stati Uniti Terra rossa - $15000 Singolare         | Ken Rosewall 8-6 6-1                                    | Rod Laver                       | Andrés Gimeno Pancho Gonzales | Luis Ayala Malcolm Anderson Mike Davies Earl Buchholz   |

### Luglio
| Settimana | Torneo                                                                                            | Vincitore                              | Finalista                                   | Semifinalisti                  | Eliminati ai quarti                                                                                   |
| --------- | ------------------------------------------------------------------------------------------------- | -------------------------------------- | ------------------------------------------- | ------------------------------ | --- |
| ? luglio  | Torneo di Detroit 1965 Detroit, Stati Uniti Singolare - Doppio                                    | Michael Belkin                         | Chuck McKinley                              |                                | |
| ? luglio  | Torneo di Detroit 1965 Detroit, Stati Uniti Singolare - Doppio                                    |                                        |                                             |                                | |
| 3 luglio  | Torneo di Wimbledon 1965 Londra, Gran Bretagna Singolare - Doppio                                 | Roy Emerson 6-2 6-4 6-4                | Fred Stolle                                 |                                | |
| 3 luglio  | Torneo di Wimbledon 1965 Londra, Gran Bretagna Singolare - Doppio                                 | John Newcombe Tony Roche 7-5, 6-3, 6-4 | Ken Fletcher Bob Hewitt                     |                                | |
| 4 luglio  | US Pro Hard Court Championships 1965 Saint Louis, Stati Uniti Cemento - $10000 Singolare - Doppio | Ken Rosewall 3-6 6-2 6-2               | Andrés Gimeno                               | Pancho Gonzales Rod Laver      | Pancho Segura Butch Buchholz Malcolm Anderson Luis Ayala                                              |
| 4 luglio  | US Pro Hard Court Championships 1965 Saint Louis, Stati Uniti Cemento - $10000 Singolare - Doppio | Andrés Gimeno Pancho Gonzales 10-4     | Pancho Segura Barry MacKay                  | Pancho Gonzales Rod Laver      | Pancho Segura Butch Buchholz Malcolm Anderson Luis Ayala                                              |
| 5 luglio  | Tri-State Championships 1965 Cincinnati, Stati Uniti Singolare - Doppio                           | William Lenoir 1-6 6-3 6-3 9-7         | Herb Fitzgibbon                             |                                | |
| 5 luglio  | Tri-State Championships 1965 Cincinnati, Stati Uniti Singolare - Doppio                           | Dave Power John Pickins 6-1, 6-2       | Herbert Fitzgibbon Butch Newman             |                                | |
| 11 luglio | Swedish International Hard Court Championships 1965 Båstad, Svezia Singolare - Doppio             | Manuel Santana 6-1 6-1 6-4             | Roy Emerson                                 |                                | |
| 11 luglio | Swedish International Hard Court Championships 1965 Båstad, Svezia Singolare - Doppio             |                                        |                                             |                                | |
| 11 luglio | Irish Championships 1965 Dublino, Irlanda Singolare - Doppio                                      | Tony Roche 11-9 13-11                  | Mike Sangster                               |                                | |
| 11 luglio | Irish Championships 1965 Dublino, Irlanda Singolare - Doppio                                      |                                        |                                             |                                | |
| 11 luglio | Düsseldorf Championships 1965 Düsseldorf, Germania Singolare - Doppio                             | Martin Mulligan 6-4 6-3                | Inge Buding                                 |                                | |
| 11 luglio | Düsseldorf Championships 1965 Düsseldorf, Germania Singolare - Doppio                             |                                        |                                             |                                | |
| 11 luglio | Midland Counties Championships 1965 Edgbaston, Gran Bretagna Singolare - Doppio                   | William Knight 7-5 6-3                 | Bobby Wilson                                |                                | |
| 11 luglio | Midland Counties Championships 1965 Edgbaston, Gran Bretagna Singolare - Doppio                   |                                        |                                             |                                | |
| 11 luglio | Scottish Championships 1965 Edimburgo, Gran Bretagna Singolare - Doppio                           | John Clifton 6-3 3-6 8-6               | Harry Matheson                              |                                | |
| 11 luglio | Scottish Championships 1965 Edimburgo, Gran Bretagna Singolare - Doppio                           |                                        |                                             |                                | |
| 11 luglio | East of England Championships 1965 Felixstowe, Gran Bretagna Singolare - Doppio                   | Mark Cox 4-6 7-5 6-3                   | Gerald Battrick                             |                                | |
| 11 luglio | East of England Championships 1965 Felixstowe, Gran Bretagna Singolare - Doppio                   |                                        |                                             |                                | |
| 11 luglio | Western Championships 1965 Milwaukee, Stati Uniti Singolare - Doppio                              | Cliff Richey 5-7 6-4 6-3 6-3           | Marty Riessen                               |                                | |
| 11 luglio | Western Championships 1965 Milwaukee, Stati Uniti Singolare - Doppio                              |                                        |                                             |                                | |
| 12 luglio | Newport Pro Championships 1965 Newport, Stati Uniti Erba - $10000 Singolare - Doppio              | Rod Laver Round Robin                  | Ken Rosewall Andrés Gimeno Malcolm Anderson |                                | Round Robin iniziale Pancho Gonzales Luis Ayala Pancho Segura Mike Davies Butch Buchholz Barry MacKay |
| 12 luglio | Newport Pro Championships 1965 Newport, Stati Uniti Erba - $10000 Singolare - Doppio              | Rod Laver Butch Buchholz 31-28         | Malcolm Anderson Ken Rosewall               |                                | Round Robin iniziale Pancho Gonzales Luis Ayala Pancho Segura Mike Davies Butch Buchholz Barry MacKay |
| 18 luglio | Essex Championships 1965 Frinton, Gran Bretagna Singolare - Doppio                                | Owen Davidson 6-4 8-6                  | Tony Roche                                  |                                | |
| 18 luglio | Essex Championships 1965 Frinton, Gran Bretagna Singolare - Doppio                                |                                        |                                             |                                | |
| 18 luglio | Swiss International Championships 1965 Gstaad, Svizzera Singolare - Doppio                        | Patricio Rodríguez 2-6 6-3 6-2 6-2     | Thomaz Koch                                 |                                | |
| 18 luglio | Swiss International Championships 1965 Gstaad, Svizzera Singolare - Doppio                        |                                        |                                             |                                | |
| 18 luglio | Torneo di Hoylake & West Kirby 1965 Hoylake, Gran Bretagna Singolare - Doppio                     | Mike Sangster 6-4 6-3                  | Bob Hewitt                                  |                                | |
| 18 luglio | Torneo di Hoylake & West Kirby 1965 Hoylake, Gran Bretagna Singolare - Doppio                     |                                        |                                             |                                | |
| 18 luglio | Welsh Championships 1965 Newport, Gran Bretagna Singolare - Doppio                                | Roy Emerson 3-6 6-3 6-2                | Fred Stolle                                 |                                | |
| 18 luglio | Welsh Championships 1965 Newport, Gran Bretagna Singolare - Doppio                                |                                        |                                             |                                | |
| 18 luglio | U.S. Men's Clay Court Championships 1965 River Forest, Stati Uniti Terra rossa Singolare - Doppio | Dennis Ralston 6-4 4-6 6-4 6-3         | Cliff Richey                                |                                | |
| 18 luglio | U.S. Men's Clay Court Championships 1965 River Forest, Stati Uniti Terra rossa Singolare - Doppio | Clark Graebner Marty Riessen           |                                             |                                | |
| 19 luglio | U.S. Pro Tennis Championships 1965 Boston, Stati Uniti Erba - $15000 Singolare                    | Ken Rosewall 6-4, 6-3, 6-3             | Rod Laver                                   | Butch Buchholz Pancho Gonzales | Luis Ayala Barry MacKay Malcolm Anderson Pancho Segura                                                |
| 24 luglio | CBS TV Pro Series 1965 Dallas, Stati Uniti Terra rossa - $25000 Singolare - Doppio                | Pancho Gonzales 8-10 7-5 12-10         | Ken Rosewall                                | Rod Laver                      | |
| 24 luglio | CBS TV Pro Series 1965 Dallas, Stati Uniti Terra rossa - $25000 Singolare - Doppio                |                                        |                                             | Rod Laver                      | |
| 25 luglio | Pennsylvania Lawn Tennis Championship 1965 Haverford, Stati Uniti Singolare - Doppio              | Charlie Pasarell 6-4 1-6 6-3 6-4       | Roy Emerson                                 |                                | |
| 25 luglio | Pennsylvania Lawn Tennis Championship 1965 Haverford, Stati Uniti Singolare - Doppio              |                                        |                                             |                                | |
| 25 luglio | Dutch International Championships 1965 Hilversum, Paesi Bassi Singolare - Doppio                  | John Newcombe 6-3 1-6 6-1              | Tom Okker                                   |                                | |
| 25 luglio | Dutch International Championships 1965 Hilversum, Paesi Bassi Singolare - Doppio                  |                                        |                                             |                                | |
| 25 luglio | Montana Invitational 1965 Montana, Stati Uniti Singolare - Doppio                                 | Ken Fletcher 6-1 9-7 6-2               | Anthony J. Ryan                             |                                | |
| 25 luglio | Montana Invitational 1965 Montana, Stati Uniti Singolare - Doppio                                 |                                        |                                             |                                | |
| 27 luglio | Belfast Pro Championships 1965 Belfast, Regno Unito Singolare - Doppio                            | Rod Laver 6-4 6-4                      | Andrés Gimeno                               |                                | |
| 27 luglio | Belfast Pro Championships 1965 Belfast, Regno Unito Singolare - Doppio                            |                                        |                                             |                                | |

### Agosto
| Settimana | Torneo | Vincitore                                   | Finalista                     | Semifinalisti                | Eliminati ai quarti                                  |
| --------- | --- | ------------------------------------------- | ----------------------------- | ---------------------------- | ---------------------------------------------------- |
| ? agosto  | Quebec City Championships 1965 Québec, Canada Singolare - Doppio                                          | Robert Bédard                               | Ron Holmberg                  |                              |                                                      |
| ? agosto  | Quebec City Championships 1965 Québec, Canada Singolare - Doppio                                          |                                             |                               |                              |                                                      |
| 1º agosto | Eastern Grass Court Championships 1965 South Orange, Stati Uniti Singolare - Doppio                       | Fred Stolle 6-3 2-6 6-4 6-4                 | Roy Emerson                   |                              |                                                      |
| 1º agosto | Eastern Grass Court Championships 1965 South Orange, Stati Uniti Singolare - Doppio                       |                                             |                               |                              |                                                      |
| 1º agosto | Torneo di Baden-Baden 1965 Baden-Baden, Germania Singolare - Doppio                                       | Christian Kuhnke 3-6 6-1 6-3                | Tony Roche                    |                              |                                                      |
| 1º agosto | Torneo di Baden-Baden 1965 Baden-Baden, Germania Singolare - Doppio                                       |                                             |                               |                              |                                                      |
| 1º agosto | Torneo di Lesa 1965 Lesa, Italia Singolare - Doppio                                                       | Nicola Pietrangeli 6-2 6-3                  | Martin Mulligan               |                              |                                                      |
| 1º agosto | Torneo di Lesa 1965 Lesa, Italia Singolare - Doppio                                                       |                                             |                               |                              |                                                      |
| 1º agosto | Torneo di Santpoort 1965 Santpoort, Paesi Bassi Singolare - Doppio                                        | Bob Hewitt 6-0 6-3 6-1                      | Lyo Pimental                  |                              |                                                      |
| 1º agosto | Torneo di Santpoort 1965 Santpoort, Paesi Bassi Singolare - Doppio                                        |                                             |                               |                              |                                                      |
| 7 agosto  | British Pro Championships 1965 Eastbourne, Gran Bretagna Singolare - Doppio                               | Bill Moss 0-6 6-2 6-3 6-1                   | R. Griffin                    |                              |                                                      |
| 7 agosto  | British Pro Championships 1965 Eastbourne, Gran Bretagna Singolare - Doppio                               | J. Crooke Bill Moss 6-4 6-4 6-1             | G. Ferrier D.F. Georgeson     |                              |                                                      |
| 8 agosto  | Ontario Championships 1965 Ontario, Canada Singolare - Doppio                                             | William Lenoir 8-6 6-4 6-2                  | Michael Belkin                |                              |                                                      |
| 8 agosto  | Ontario Championships 1965 Ontario, Canada Singolare - Doppio                                             |                                             |                               |                              |                                                      |
| 10 agosto | 1965 Baltimora, Stati Uniti Singolare - Doppio                                                            | Fred Stolle 6-3 6-3 6-4                     | Lew Gerrard                   |                              |                                                      |
| 10 agosto | 1965 Baltimora, Stati Uniti Singolare - Doppio                                                            |                                             |                               |                              |                                                      |
| 10 agosto | Nassau Bowl 1965 Glen Cove, Stati Uniti Singolare - Doppio                                                | Roy Emerson 6-4 11-9 7-5                    | Chuck McKinley                |                              |                                                      |
| 10 agosto | Nassau Bowl 1965 Glen Cove, Stati Uniti Singolare - Doppio                                                |                                             |                               |                              |                                                      |
| 10 agosto | German Championships 1965 Amburgo, Germania Singolare - Doppio                                            | Cliff Drysdale 6-2 6-4 3-6 6-3              | Boro Jovanović                |                              |                                                      |
| 10 agosto | German Championships 1965 Amburgo, Germania Singolare - Doppio                                            |                                             |                               |                              |                                                      |
| 15 agosto | Austrian International Championships 1965 (Alpenland Championships) Kitzbühel, Austria Singolare - Doppio | Wilhelm Bungert 5-7 5-7 6-4 6-3 6-3         | Bob Hewitt                    |                              |                                                      |
| 15 agosto | Austrian International Championships 1965 (Alpenland Championships) Kitzbühel, Austria Singolare - Doppio |                                             |                               |                              |                                                      |
| 15 agosto | Moscow International 1965 Mosca, URSS Singolare - Doppio                                                  | Aleksandre Met'reveli 2-6 6-3 6-0 11-9      | Toomas Leius                  |                              |                                                      |
| 15 agosto | Moscow International 1965 Mosca, URSS Singolare - Doppio                                                  |                                             |                               |                              |                                                      |
| 15 agosto | Bavarian Championships 1965 Monaco di Baviera, Germania Singolare - Doppio                                | Christian Kuhnke 6-4 6-1 6-3                | Inge Buding                   |                              |                                                      |
| 15 agosto | Bavarian Championships 1965 Monaco di Baviera, Germania Singolare - Doppio                                |                                             |                               |                              |                                                      |
| 15 agosto | Southampton Invitation 1965 Southampton, Stati Uniti Singolare - Doppio                                   | Chuck McKinley 3-6 6-3 8-6 10-8             | Eugene Scott                  |                              |                                                      |
| 15 agosto | Southampton Invitation 1965 Southampton, Stati Uniti Singolare - Doppio                                   |                                             |                               |                              |                                                      |
| 15 agosto | St Moritz Suvretta 1965 Sankt Moritz, Svizzera Singolare - Doppio                                         | Ulrich 6-2 6-3                              | Machugo                       |                              |                                                      |
| 15 agosto | St Moritz Suvretta 1965 Sankt Moritz, Svizzera Singolare - Doppio                                         |                                             |                               |                              |                                                      |
| 15 agosto | Canadian Championships 1965 Toronto, Canada Singolare - Doppio                                            | Ron Holmberg 4-6 4-6 6-4 6-2 6-2            | Lester Sack                   |                              |                                                      |
| 15 agosto | Canadian Championships 1965 Toronto, Canada Singolare - Doppio                                            | Ron Holmberg Lester Sack 6-2, 3-6, 1-6, 6-3 | Robert Bédard Don Fontana     |                              |                                                      |
| 15 agosto | California State Pro Championships 1965 Monterey, Stati Uniti Singolare - Doppio                          | Pancho Segura 6-1 6-3                       | Leonzio Collas                |                              |                                                      |
| 15 agosto | California State Pro Championships 1965 Monterey, Stati Uniti Singolare - Doppio                          | Jerry De Witts Samuel Match 3-6 6-4 6-3     | Ken Alvin Walts Larry Huebner |                              |                                                      |
| 16 agosto | Rimini Pro Championships 1965 Riccione, Italia Singolare                                                  | Andrés Gimeno 2-6 11-9 6-3                  | Rod Laver                     | Butch Buchholz Frank Sedgman |                                                      |
| 18 agosto | Aix-les-Bains Pro Championships 1965 Aix-les-Bains, Francia Singolare                                     | Andrés Gimeno 1-6 6-3 7-5                   | Rod Laver                     | Frank Sedgman Butch Buchholz |                                                      |
| 22 agosto | Bilbao International 1965 Bilbao, Spagna Singolare - Doppio                                               | Frew Donald McMillan 7-5 4-6 8-6 6-3        | Jaime Pinto-Bravo             |                              |                                                      |
| 22 agosto | Bilbao International 1965 Bilbao, Spagna Singolare - Doppio                                               |                                             |                               |                              |                                                      |
| 22 agosto | Istanbul International Championships 1965 Istanbul, Turchia Singolare - Doppio                            | Pierre Barthes 6-0 6-4 5-7 1-6 6-4          | Cliff Drysdale                |                              |                                                      |
| 22 agosto | Istanbul International Championships 1965 Istanbul, Turchia Singolare - Doppio                            |                                             |                               |                              |                                                      |
| 22 agosto | North of England Championships 1965 Scarborough, Gran Bretagna Singolare - Doppio                         | Graham Stilwell 6-4 6-3                     | Keith Wooldridge              |                              |                                                      |
| 22 agosto | North of England Championships 1965 Scarborough, Gran Bretagna Singolare - Doppio                         |                                             |                               |                              |                                                      |
| 22 agosto | Torneo di St Andrews 1965 St Andrews, Gran Bretagna Singolare - Doppio                                    | Alan Mills 7-5 6-4                          | Harry Matheson                |                              |                                                      |
| 22 agosto | Torneo di St Andrews 1965 St Andrews, Gran Bretagna Singolare - Doppio                                    |                                             |                               |                              |                                                      |
| 23 agosto | Newport Casino Trophy 1965 Newport, Stati Uniti Singolare - Doppio                                        | Roy Emerson 6-3 6-4 6-3                     | Fred Stolle                   |                              |                                                      |
| 23 agosto | Newport Casino Trophy 1965 Newport, Stati Uniti Singolare - Doppio                                        |                                             |                               |                              |                                                      |
| 23 agosto | Torneo di Ortisei 1965 Ortisei, Italia Singolare - Doppio                                                 | Nicola Pietrangeli 6-1 6-4                  | Martin Mulligan               |                              |                                                      |
| 23 agosto | Torneo di Ortisei 1965 Ortisei, Italia Singolare - Doppio                                                 |                                             |                               |                              |                                                      |
| 23 agosto | St Moritz Palace Hotel 1965 Sankt Moritz, Svizzera Singolare - Doppio                                     | Torben Ulrich 9-7 3-6 6-3                   | Bob Hewitt                    |                              |                                                      |
| 23 agosto | St Moritz Palace Hotel 1965 Sankt Moritz, Svizzera Singolare - Doppio                                     |                                             |                               |                              |                                                      |
| 23 agosto | Polish International Championships 1965 Varsavia, Polonia Singolare - Doppio                              | István Gulyás                               | Allen Fox                     |                              |                                                      |
| 23 agosto | Polish International Championships 1965 Varsavia, Polonia Singolare - Doppio                              |                                             |                               |                              |                                                      |
| 28 agosto | Cannes Pro Championships 1965 Cannes, Francia Terra rossa - $10000 Singolare                              | Rod Laver 7-5 7-5 6-3                       | Andrés Gimeno                 | Frank Sedgman Pancho Segura  | Mike Davies Butch Buchholz Robert Haillet Luis Ayala |
| 29 agosto | Malaysian International Championships 1965 Penang, Malaysia Singolare - Doppio                            | Bill Bowrey 6-4 1-6 6-1                     | John Newcombe                 |                              |                                                      |
| 29 agosto | Malaysian International Championships 1965 Penang, Malaysia Singolare - Doppio                            |                                             |                               |                              |                                                      |
| 30 agosto | Torneo di San Sebastian 1965 San Sebastián, Spagna Singolare - Doppio                                     | Martin Mulligan 10-8 6-2 6-3                | Juan Gisbert                  |                              |                                                      |
| 30 agosto | Torneo di San Sebastian 1965 San Sebastián, Spagna Singolare - Doppio                                     |                                             |                               |                              |                                                      |

### Settembre
| Settimana    | Torneo | Vincitore                                           | Finalista                        | Semifinalisti                   | Eliminati ai quarti                                      |
| ------------ | --- | --------------------------------------------------- | -------------------------------- | ------------------------------- | -------------------------------------------------------- |
| ? settembre  | Southern Pro Championships 1965 Birmingham, Stati Uniti Singolare - Doppio                                                 | Andrew Lloyd                                        | Crawford Henry                   |                                 |                                                          |
| ? settembre  | Southern Pro Championships 1965 Birmingham, Stati Uniti Singolare - Doppio                                                 |                                                     |                                  |                                 |                                                          |
| ? settembre  | Milan Pro Championships 1965 Milano, Italia Terra rossa - $10000 Singolare                                                 | Andrés Gimeno 6-2 5-7 7-5                           | Ken Rosewall                     | Butch Buchholz Rod Laver        |                                                          |
| 5 settembre  | Sydney Metropolitan Hard Court Championships 1965 Sydney, Australia Singolare - Doppio                                     | John Cottrill 6-2 6-3                               | R. Brent                         |                                 |                                                          |
| 5 settembre  | Sydney Metropolitan Hard Court Championships 1965 Sydney, Australia Singolare - Doppio                                     |                                                     |                                  |                                 |                                                          |
| 11 settembre | South German Pro Championships 1965 Wildbad, Germania Singolare - Doppio                                                   | Kamilo Keretic 6-1 6-3                              | T. Petery                        |                                 |                                                          |
| 11 settembre | South German Pro Championships 1965 Wildbad, Germania Singolare - Doppio                                                   | Kamilo Keretic T. Petery 6-1 6-1                    | Gieren A. Licht                  |                                 |                                                          |
| 12 settembre | Heart of America Tournament 1965 Kansas City, Stati Uniti Singolare - Doppio                                               | Donald Dell 6-1 6-1 6-1                             | John Powless                     |                                 |                                                          |
| 12 settembre | Heart of America Tournament 1965 Kansas City, Stati Uniti Singolare - Doppio                                               |                                                     |                                  |                                 |                                                          |
| 12 settembre | U.S. National Championships 1965 New York, Stati Uniti Singolare - Doppio                                                  | Manuel Santana 6-2 7-9 7-5 6-1                      | Cliff Drysdale                   |                                 |                                                          |
| 12 settembre | U.S. National Championships 1965 New York, Stati Uniti Singolare - Doppio                                                  | Roy Emerson Fred Stolle 6-4, 10-12, 7-5, 6-3        | Frank Froehling Charles Pasarell |                                 |                                                          |
| 13 settembre | French Pro Championships 1965 Parigi, Francia Parquet indoor Singolare - Doppio                                            | Ken Rosewall 6-3 6-2 6-4                            | Rod Laver                        | Malcolm Anderson Butch Buchholz | Frank Sedgman Andrés Gimeno Pancho Segura Luis Ayala     |
| 13 settembre | French Pro Championships 1965 Parigi, Francia Parquet indoor Singolare - Doppio                                            | Ken Rosewall Malcolm Anderson 10-8 4-8 8-6 2-6 10-8 | Rod Laver Butch Buchholz         | Malcolm Anderson Butch Buchholz | Frank Sedgman Andrés Gimeno Pancho Segura Luis Ayala     |
| 15 settembre | Torneo di Friburgo 1965 Friburgo, Germania Singolare - Doppio                                                              | Martin Mulligan 7-5 4-6 6-3                         | Boro Jovanović                   |                                 |                                                          |
| 15 settembre | Torneo di Friburgo 1965 Friburgo, Germania Singolare - Doppio                                                              |                                                     |                                  |                                 |                                                          |
| 18 settembre | London Pro Indoor Championships 1965 Londra, Gran Bretagna Parquet indoor - $22400 Singolare - Doppio                      | Rod Laver 6-2 6-3 6-4                               | Andrés Gimeno                    | Butch Buchholz Ken Rosewall     | Frank Sedgman Mike Davies Pancho Segura Malcolm Anderson |
| 18 settembre | London Pro Indoor Championships 1965 Londra, Gran Bretagna Parquet indoor - $22400 Singolare - Doppio                      | Rod Laver Butch Buchholz 6-3 6-3 6-2                | Frank Sedgman Pancho Segura      | Butch Buchholz Ken Rosewall     | Frank Sedgman Mike Davies Pancho Segura Malcolm Anderson |
| 19 settembre | Colonial Tennis Classic 1965 Fort Worth, Stati Uniti Singolare - Doppio                                                    | Arthur Ashe 6-3 6-4                                 | Fred Stolle                      |                                 |                                                          |
| 19 settembre | Colonial Tennis Classic 1965 Fort Worth, Stati Uniti Singolare - Doppio                                                    |                                                     |                                  |                                 |                                                          |
| 27 settembre | Portuguese International Championships 1965 Estoril, Portogallo Singolare - Doppio                                         | Manuel Santana 4-6 6-3 6-2                          | José-Luis Arilla                 |                                 |                                                          |
| 27 settembre | Portuguese International Championships 1965 Estoril, Portogallo Singolare - Doppio                                         |                                                     |                                  |                                 |                                                          |
| 27 settembre | Opel Scandinavian Pro Championships 1965 Helsinki / Stoccolma, Finlandia/Svezia Parquet indoor - $10000 Singolare - Doppio | Ken Rosewall 6-3 6-1                                | Andrés Gimeno                    | Rod Laver Butch Buchholz        | Frank Sedgman Pancho Segura Luis Ayala Malcolm Anderson  |
| 27 settembre | Opel Scandinavian Pro Championships 1965 Helsinki / Stoccolma, Finlandia/Svezia Parquet indoor - $10000 Singolare - Doppio | Rod Laver Butch Buchholz 6-3 6-4                    | Ken Rosewall Andrés Gimeno       | Rod Laver Butch Buchholz        | Frank Sedgman Pancho Segura Luis Ayala Malcolm Anderson  |
| 27 settembre | Pacific Southwest Championships 1965 Los Angeles, Stati Uniti Singolare - Doppio                                           | Dennis Ralston 6-4 6-3                              | Arthur Ashe                      |                                 |                                                          |
| 27 settembre | Pacific Southwest Championships 1965 Los Angeles, Stati Uniti Singolare - Doppio                                           |                                                     |                                  |                                 |                                                          |

### Ottobre
| Settimana  | Torneo                                                                                          | Vincitore                                       | Finalista                                              | Semifinalisti                | Eliminati ai quarti                                        |
| ---------- | ----------------------------------------------------------------------------------------------- | ----------------------------------------------- | ------------------------------------------------------ | ---------------------------- | ---------------------------------------------------------- |
| ottobre    | Rhodesian Pro Championships 1965 Salisbury, Rhodesia Cemento - $14000 Singolare - Doppio        | Rod Laver 3-6 6-4 6-1                           | Ken Rosewall                                           | Butch Buchholz Andrés Gimeno | Lew Hoad Frank Sedgman Malcolm Anderson Luis Ayala         |
| ottobre    | Rhodesian Pro Championships 1965 Salisbury, Rhodesia Cemento - $14000 Singolare - Doppio        | Rod Laver Butch Buchholz 6-4 7-5                | Malcolm Anderson Ken Rosewall                          | Butch Buchholz Andrés Gimeno | Lew Hoad Frank Sedgman Malcolm Anderson Luis Ayala         |
| ottobre    | Johannesburg Pro Championships 1965 Johannesburg, Sudafrica Cemento - $19600 Singolare - Doppio | Butch Buchholz 8-6 6-1                          | Ken Rosewall                                           | Rod Laver Lew Hoad           | Luis Ayala Frank Sedgman Andrés Gimeno Malcolm Anderson    |
| ottobre    | Johannesburg Pro Championships 1965 Johannesburg, Sudafrica Cemento - $19600 Singolare - Doppio | Rod Laver Butch Buchholz 6-4 6-0                | Malcolm Anderson Ken Rosewall                          | Rod Laver Lew Hoad           | Luis Ayala Frank Sedgman Andrés Gimeno Malcolm Anderson    |
| ottobre    | Torneo di Balboa 1965 Balboa, Panama Singolare - Doppio                                         | Dennis Ralston 6-4 4-6 6-1                      | Ian Crookenden                                         |                              |                                                            |
| ottobre    | Torneo di Balboa 1965 Balboa, Panama Singolare - Doppio                                         |                                                 |                                                        |                              |                                                            |
| ottobre    | Natal Pro Championships 1965 Durban, Sudafrica Cemento - $14000 Singolare - Doppio              | Rod Laver 6–2, 8–6                              | Ken Rosewall Butch Buchholz                            | Butch Buchholz               | Frank Sedgman Luis Ayala Lew Hoad Malcolm Anderson         |
| ottobre    | Natal Pro Championships 1965 Durban, Sudafrica Cemento - $14000 Singolare - Doppio              | Sospesa per pioggia sul 7-5 4-6 2-2             | Malcolm Anderson Ken Rosewall Rod Laver Butch Buchholz | Butch Buchholz               | Frank Sedgman Luis Ayala Lew Hoad Malcolm Anderson         |
| ottobre    | Port Elizabeth Pro Championships 1965 Port Elizabeth, Sudafrica Cemento - $5400 Singolare       | Andrés Gimeno 10-6                              | Rod Laver                                              | Lew Hoad Luis Ayala          | Malcolm Anderson Butch Buchholz Frank Sedgman Ken Rosewall |
| 3 ottobre  | Spanish Championships 1965 Barcellona, Spagna Singolare - Doppio                                | Manuel Santana 6-4 6-4 6-2                      | Patricio Rodríguez                                     |                              |                                                            |
| 3 ottobre  | Spanish Championships 1965 Barcellona, Spagna Singolare - Doppio                                |                                                 |                                                        |                              |                                                            |
| 3 ottobre  | French Pro Closed Championships 1965 Parigi, Francia Singolare - Doppio                         | M. Vaubrun 7-5 6-4 1-6 7-5                      | J. Mateo                                               |                              |                                                            |
| 3 ottobre  | French Pro Closed Championships 1965 Parigi, Francia Singolare - Doppio                         | G. Deniau Paul Remy 6-1 9-7 6-4                 | M. Kalebjan J. Loth                                    |                              |                                                            |
| 4 ottobre  | Central Coast Championships 1965 Gosford, Australia Singolare - Doppio                          | Tony Roche 6-0 6-0                              | Lindsay Straney                                        |                              |                                                            |
| 4 ottobre  | Central Coast Championships 1965 Gosford, Australia Singolare - Doppio                          |                                                 |                                                        |                              |                                                            |
| 4 ottobre  | ACT Championships 1965 Canberra, Australia Singolare - Doppio                                   | Bill Bowrey 6-4 5-7 6-4                         | Geoff Pollard                                          |                              |                                                            |
| 4 ottobre  | ACT Championships 1965 Canberra, Australia Singolare - Doppio                                   |                                                 |                                                        |                              |                                                            |
| 5 ottobre  | Pacific Coast Championships 1965 Berkeley, Stati Uniti Singolare - Doppio                       | Marty Riessen 5-7 3-6 6-1 6-4 8-6               | Dennis Ralston                                         |                              |                                                            |
| 5 ottobre  | Pacific Coast Championships 1965 Berkeley, Stati Uniti Singolare - Doppio                       |                                                 |                                                        |                              |                                                            |
| 10 ottobre | Campionati italiani assoluti di tennis 1965 Bari, Italia Singolare - Doppio                     | Nicola Pietrangeli 6-4 6-2 6-2                  | Giuseppe Merlo                                         |                              |                                                            |
| 10 ottobre | Campionati italiani assoluti di tennis 1965 Bari, Italia Singolare - Doppio                     |                                                 |                                                        |                              |                                                            |
| 10 ottobre | Pacific Coast Pro Championships 1965 Fresno, Stati Uniti Singolare - Doppio                     | Pancho Segura 6-1 6-3                           | Nick Carter                                            |                              |                                                            |
| 10 ottobre | Pacific Coast Pro Championships 1965 Fresno, Stati Uniti Singolare - Doppio                     | Barry MacKay Pancho Segura 6-4 3-6 6-3          | Larry Huebner Ken Alvin Walts                          |                              |                                                            |
| 11 ottobre | South Coast Championships 1965 Southport, Australia Singolare - Doppio                          | Owen Davidson 6-0 6-3                           | J. Cooper                                              |                              |                                                            |
| 11 ottobre | South Coast Championships 1965 Southport, Australia Singolare - Doppio                          |                                                 |                                                        |                              |                                                            |
| 12 ottobre | Nairobi Pro Championships 1965 Nairobi, Kenya Singolare                                         | Rod Laver 6-1 4-6 6-2                           | Ken Rosewall                                           | Frank Sedgman Butch Buchholz |                                                            |
| 16 ottobre | British Covered Court Championships 1965 Queen's Club, Gran Bretagna Singolare - Doppio         | Bobby Wilson 6-3 3-6 6-3 6-4                    | Mark Cox                                               |                              |                                                            |
| 16 ottobre | British Covered Court Championships 1965 Queen's Club, Gran Bretagna Singolare - Doppio         |                                                 |                                                        |                              |                                                            |
| 17 ottobre | Glen Iris Invitational 1965 Melbourne, Australia Singolare - Doppio                             | Will Coghlan 5-7 6-2 7-5                        | Neale Fraser                                           |                              |                                                            |
| 17 ottobre | Glen Iris Invitational 1965 Melbourne, Australia Singolare - Doppio                             |                                                 |                                                        |                              |                                                            |
| 17 ottobre | Sydney Metropolitan Grass Court Championships 1965 Sydney, Australia Singolare - Doppio         | John Newcombe Fred Stolle 6-8 9-7 non terminata |                                                        |                              |                                                            |
| 17 ottobre | Sydney Metropolitan Grass Court Championships 1965 Sydney, Australia Singolare - Doppio         |                                                 |                                                        |                              |                                                            |
| 17 ottobre | International Asahi Tournament 1965 Tokyo, Giappone Singolare - Doppio                          | Ken Fletcher 6-2 2-6 6-3 2-6 9-7                | Osamu Ishiguro                                         |                              |                                                            |
| 17 ottobre | International Asahi Tournament 1965 Tokyo, Giappone Singolare - Doppio                          |                                                 |                                                        |                              |                                                            |
| 23 ottobre | Carlyon Bay Indoors 1965 St Austell, Gran Bretagna Singolare - Doppio                           | Bobby Wilson 6-3 6-2                            | Alan Mills                                             |                              |                                                            |
| 23 ottobre | Carlyon Bay Indoors 1965 St Austell, Gran Bretagna Singolare - Doppio                           |                                                 |                                                        |                              |                                                            |
| 24 ottobre | Queensland Hard Court Championships 1965 Bundaberg, Australia Singolare - Doppio                | Tony Roche 7-9 6-4 11-9                         | Bill Bowrey                                            |                              |                                                            |
| 24 ottobre | Queensland Hard Court Championships 1965 Bundaberg, Australia Singolare - Doppio                |                                                 |                                                        |                              |                                                            |
| 24 ottobre | Australian Hard Court Championships 1965 Sydney, Australia Singolare - Doppio                   | John Newcombe 4-6 6-1 6-1 6-3                   | Fred Stolle                                            |                              |                                                            |
| 24 ottobre | Australian Hard Court Championships 1965 Sydney, Australia Singolare - Doppio                   |                                                 |                                                        |                              |                                                            |

### Novembre
| Settimana   | Torneo                                                                                               | Vincitore                                      | Finalista                     | Semifinalisti                | Eliminati ai quarti                                |
| ----------- | --- | ---------------------------------------------- | ----------------------------- | ---------------------------- | -------------------------------------------------- |
| 4 novembre  | Western Province Pro Championships 1965 Città del Capo, Sudafrica Cemento -$16800 Singolare - Doppio | Rod Laver 4–6, 6–3, 6–3                        | Ken Rosewall                  | Butch Buchholz Andrés Gimeno | Frank Sedgman Lew Hoad Malcolm Anderson Luis Ayala |
| 4 novembre  | Western Province Pro Championships 1965 Città del Capo, Sudafrica Cemento -$16800 Singolare - Doppio | Rod Laver Butch Buchholz 6-4 7-5               | Malcolm Anderson Ken Rosewall | Butch Buchholz Andrés Gimeno | Frank Sedgman Lew Hoad Malcolm Anderson Luis Ayala |
| 7 novembre  | Florida Closed Championships 1965 Delray Beach, Stati Uniti Singolare - Doppio                       | William Tym 6-4 7-5                            | Gardnar Mulloy                |                              |                                                    |
| 7 novembre  | Florida Closed Championships 1965 Delray Beach, Stati Uniti Singolare - Doppio                       |                                                |                               |                              |                                                    |
| 8 novembre  | Queensland Championships 1965 Brisbane, Australia Singolare - Doppio                                 | Arthur Ashe 3-6 6-2 6-3 3-6 6-1                | Roy Emerson                   |                              |                                                    |
| 8 novembre  | Queensland Championships 1965 Brisbane, Australia Singolare - Doppio                                 |                                                |                               |                              |                                                    |
| 8 novembre  | Argentina International Championships 1965 Buenos Aires, Argentina Singolare - Doppio                | Nicola Pietrangeli 6-8 6-4 6-0 1-6 6-4         | Cliff Drysdale                |                              |                                                    |
| 8 novembre  | Argentina International Championships 1965 Buenos Aires, Argentina Singolare - Doppio                |                                                |                               |                              |                                                    |
| 8 novembre  | Palace Hotel Covered Court Championships 1965 Torquay, Gran Bretagna Singolare - Doppio              | Keith Wooldridge 4-6 6-3 -ritiro               | Bobby Wilson                  |                              |                                                    |
| 8 novembre  | Palace Hotel Covered Court Championships 1965 Torquay, Gran Bretagna Singolare - Doppio              |                                                |                               |                              |                                                    |
| 14 novembre | Bermuda Championships 1965 Hamilton, Bermuda Singolare - Doppio                                      | William Tym 6-1 3-6 6-2                        | John Fleitz                   |                              |                                                    |
| 14 novembre | Bermuda Championships 1965 Hamilton, Bermuda Singolare - Doppio                                      |                                                |                               |                              |                                                    |
| 15 novembre | Perth Spring Tournament 1965 Perth, Australia Singolare - Doppio                                     | Brian C. Bowman 7-5 6-8 6-3 6-4                | T. Clayton                    |                              |                                                    |
| 15 novembre | Perth Spring Tournament 1965 Perth, Australia Singolare - Doppio                                     |                                                |                               |                              |                                                    |
| 20 novembre | Coral Beach Club Invitation 1965 Hamilton, Bermuda Singolare - Doppio                                | William Tym 6-2 6-1                            | Squires                       |                              |                                                    |
| 20 novembre | Coral Beach Club Invitation 1965 Hamilton, Bermuda Singolare - Doppio                                |                                                |                               |                              |                                                    |
| 20 novembre | South American Championships 1965 Rio de Janeiro, Brasile Singolare - Doppio                         | Nicola Pietrangeli 6-4 3-6 6-3 6-4             | Thomaz Koch                   |                              |                                                    |
| 20 novembre | South American Championships 1965 Rio de Janeiro, Brasile Singolare - Doppio                         |                                                |                               |                              |                                                    |
| 21 novembre | USPLTA Championships 1965 Chicago, Stati Uniti Singolare - Doppio                                    | Mike Davies 6-2 6-1                            | Carlos Cisneros               |                              |                                                    |
| 21 novembre | USPLTA Championships 1965 Chicago, Stati Uniti Singolare - Doppio                                    | Mike Davies Alan Quay 6-3 6-0                  | Dave Muir Dennis Konicki      |                              |                                                    |
| 22 novembre | New South Wales Championships 1965 Sydney, Australia Singolare - Doppio                              | John Newcombe 6-8 6-2 7-5 6-1                  | Arthur Ashe                   |                              |                                                    |
| 22 novembre | New South Wales Championships 1965 Sydney, Australia Singolare - Doppio                              | Marty Riessen Clark Graebner 6-3 12-10 3-6 6-3 | Roy Emerson Fred Stolle       |                              |                                                    |

### Dicembre
| Settimana   | Torneo                                                                            | Vincitore                          | Finalista      | Semifinalisti | Eliminati ai quarti |
| ----------- | --------------------------------------------------------------------------------- | ---------------------------------- | -------------- | ------------- | ------------------- |
| 5 dicembre  | Scotland Covered Court Championships 1965 Largs, Gran Bretagna Singolare - Doppio | Barrett 6-1 6-2                    | John Clifton   |               |                     |
| 5 dicembre  | Scotland Covered Court Championships 1965 Largs, Gran Bretagna Singolare - Doppio |                                    |                |               |                     |
| 5 dicembre  | Victorian Championships 1965 Melbourne, Australia Singolare - Doppio              | Clark Graebner 8-6 7-5 2-6 1-6 6-1 | Roy Emerson    |               |                     |
| 5 dicembre  | Victorian Championships 1965 Melbourne, Australia Singolare - Doppio              |                                    |                |               |                     |
| 11 dicembre | Stalybridge Tournament 1965 Stalybridge, Gran Bretagna Singolare - Doppio         | Bob Carmichael 6-2 6-1             | Bobby Wilson   |               |                     |
| 11 dicembre | Stalybridge Tournament 1965 Stalybridge, Gran Bretagna Singolare - Doppio         |                                    |                |               |                     |
| 12 dicembre | South Australian Championships 1965 Adelaide, Australia Singolare - Doppio        | Arthur Ashe 7-9 7-5 6-0 6-4        | Roy Emerson    |               |                     |
| 12 dicembre | South Australian Championships 1965 Adelaide, Australia Singolare - Doppio        |                                    |                |               |                     |
| 31 dicembre | Royal South Yarra Tournament 1965 Melbourne, Australia Singolare - Doppio         | Tom Okker 6-2 3-6 6-2              | Ken Fletcher   |               |                     |
| 31 dicembre | Royal South Yarra Tournament 1965 Melbourne, Australia Singolare - Doppio         |                                    |                |               |                     |
| 31 dicembre | Sugar Bowl Invitation 1965 New Orleans, Stati Uniti Singolare - Doppio            | Ron Holmberg 6-1 6-2 6-4           | Ham Richardson |               |                     |
| 31 dicembre | Sugar Bowl Invitation 1965 New Orleans, Stati Uniti Singolare - Doppio            |                                    |                |               |                     |